# ナナ (女優)
ナナ（朝: 나나、英: NANA、1991年9月14日 - ）は、韓国の女優、歌手、ファッションモデル。女性アイドルグループAFTERSCHOOLのメンバーである。本名はイム・ジナ（漢: 林珍兒、朝: 임진아）。PLEDISエンターテインメント所属。

## 来歴
1991年9月14日、忠清北道清州市に生まれる。
2009年11月25日、PLEDISエンターテインメントの女性アイドルグループ「AFTERSCHOOL」に加入し、歌手デビュー。
2010年6月17日、メンバーのレイナ、リジと共に3人組サブユニット「ORANGE CARAMEL」を結成。
2011年7月20日、メンバーのカヒ、ジョンア、ユイと共に4人組サブユニット「AFTERSCHOOL RED」を結成。
2012年10月5日から翌年3月29日まで、日本のファッション情報番組『TOKYO BRANDNEW GIRLS』にレギュラー出演。
2014年1月7日から8月7日まで、日本のファッション雑誌『BLENDA』の専属モデルを担当。
2014年11月6日、映画『ファッション王』で女優デビューを果たし、本格的に女優業を開始。
2017年11月20日、メンバーで唯一PLEDISエンターテインメントとの再契約を締結。2019年12月27日には、レイナがAFTERSCHOOLから卒業したことで、唯一の在籍メンバーとなった。

## 人物
身長171cm、体重48kg、血液型はA型。
メイクアップアーティストのライセンスを取得しており、2010年の時点で韓国メイクアップアーティスト協会の会員だった。

## 作品

### アルバムソロ曲
- Close Your Eyes（Shanghai Romance & Lipstick / AFTERSCHOOL、2011年9月12日）
- Eyeline（Flashblack / AFTERSCHOOL、2012年6月20日）
- 眠れる森（ORANGE CARAMEL / ORANGE CARAMEL、2013年3月13日）

### 参加楽曲
- This Person（Dazzling RED、2012年12月29日） - 2012 SBS歌謡大祭典にて披露[4]
- Ma Boy 3（In Love / Electroboyz、2013年）

Just a Moment（Would You Stay for Tea? / HELLOVENUS、2013年5月2日）

### OST
- Our memories in summer feat. パク・ソンフン（2020年） - テレビドラマ『Memorials』OST

## 書籍

### 雑誌
- BLENDA 2014年1月号 - 9月号（角川春樹事務所、2014年1月7日 - 8月7日） - 専属モデル[1][2]

## 出演

### 映画
- ホワイト：呪いのメロディー（2011年6月7日） - カメオ出演
- ファッション王（2014年11月6日） - キム・ヘナ役
- 追婚日記（中国、2015年12月4日） - 沙当当 役
- スウィンダラーズ（2017年11月22日） - チュンジャ役
- 告白、あるいは完璧な弁護（2022年） - キム・セヒ役

### テレビドラマ
- 皇后的男人〜紀元を越えた恋〜（2015年2月15日、中国・湖南衛視） - カメオ出演 チャオ・ナナ 役
- グッドワイフ〜彼女の決断〜（2016年7月8日 - 8月27日、tvN） - キム・ダン 役
- 四子（2018年） - 主演 ヨリン役 降板[5]
- キル・イット～巡り会うふたり～（2019年3月23日 - 4月28日、OCN） - 主演 ト・ヒョンジン 役
- ジャスティス～復讐という名の正義～（2019年7月17日 - 9月5日、KBS2） - ソ・ヨナ 役
- 恋の始まりは出馬から⁉～すべき就職はしないで出師表～（2020年7月1日 - 2020年8月20日、KBS2） - 主演 ク・セラ 役
- Oh!ご主人様（2021年3月24日 - 5月13日、MBC） - 主演 オ・ジュイン 役
- 月水金火木土（2022年）ユミ役
- グリッチ －青い閃光の記憶－（2022年10月7日 - 、Netflix） - ホ・ボラ 役
- マスクガール（2023年8月18日 - 、Netflix） - キム・モミ 役

### テレビ番組
- TOKYO BRANDNEW GIRLS（テレビ東京、2012年10月5日 - 2013年3月29日）

### ミュージックビデオ
- 바보 같아 (バカみたい / Like A Fool)（Honey Dew、2010年5月）
- 하얀 눈물 (白い涙 / White Tears)（Eru、2010年8月）

## 公演

### ファッションショー
- 第13回 東京ガールズコレクション by girlswalker.com 2011A/W（さいたまスーパーアリーナ、2011年9月3日）
- GirlsAward 2011 A/W（国立代々木競技場第一体育館、2011年11月12日）
- 第14回 東京ガールズコレクション 2012 S/S（横浜アリーナ、2012年3月3日）
- a-nation music week collection supported by GirlsAward（2012年8月5日 - 8日）
- a-nation island NYLON（2013年8月11日）
- 東京ランウェイ 2012 A/W（東京体育館、2013年9月14日）
- 関西コレクション 2013 A/W（京セラドーム、2013年9月21日）
- GirlsAward 2013 A/W（国立代々木競技場第一体育館、2013年9月28日）
- 神戸コレクション 2014 S/S（ワールド記念ホール、2014年3月2日）
- 関西コレクション 2014 S/S（京セラドーム、2014年3月16日）
- 関西コレクション 2014 A/W（京セラドーム、2014年9月21日）
- GirlsAward 2014 A/W（国立代々木競技場第一体育館、2014年10月1日）
- GirlsAward 2015 S/S（国立代々木競技場第一体育館、2015年4月29日）
- GirlsAward 2015 A/W（国立代々木競技場第一体育館、2015年10月24日）

## 受賞歴
- 2014年 第7回スタイル・アイコン・アジア K-Beauty特別賞[6]
- 2016年 第1回Asia Artist Awards ドラマ部門新人賞[6]
- 2017年 第6回Korea Best Star Awards 人気スター賞[6]
- 2018年 第23回春史大賞映画祭 人気賞[6]
- 2018年 Asia Model Awards 人気スター賞[6]
- 2018年 第54回百想芸術大賞 Harper's Bazzar アイコン賞[6]
- 2019年 KBS演技大賞 ミニシリーズ部門 優秀女優賞[6]